# 弱きを助け強きを挫く
弱きを助け強きを挫く（よわきをたすけつよきをくじく）は、江戸時代からある日本の成句。

## 概要
弱い者を救い、横暴な者を懲らしめるということを意味する。任侠の気風というのはこれに当てはまる。

### 歴史
初出は天保12年（1841年）の松亭金水 『花筺』より「弱きを佐（たす）け強きを挫（ひし）ぐ」。
侠客ともいう男伊達とは、弱きを助け強きを挫く者であり、命を捨てても信義を重んじる。任侠の徒である。歌舞伎の演目の主役にたびたび選ばれている侠客は弱きを助け強きを挫くことを主義としている。侠客というのは職業ではなく、人の種類を意味する言葉であった。幸田露伴によるとこのような種類の人の職業は3つの種類に分けられ、武士の横暴に対抗した気概のある町人、口入、ヤクザの3つであった。この3つはいずれも歌舞伎の演目となっており、わが身を省みず義理と名誉と人のために一肌脱いでいた。
映画においても弱きを助け強きを挫くという内容の作品は数多くあった。高倉健が主演であった映画は弱きを助け強きを挫くという内容であり、1960年代の学生たちの反体制運動と共鳴するかのように熱狂的な支持を集めていた。1960年代というのはテレビ放送が影響力を加速させていき、映画の観客動員数はピーク時の半分以下にまで落ち込んでいた。このような時代に高倉健の弱きを助け強きを挫くという内容の映画は映画の低迷とは反比例であるかのような人気を博していた。